# Prosopidastrum
Genre
Prosopidastrum est un genre de plantes à fleurs dicotylédones de la famille des Fabaceae, sous-famille des Mimosoideae, qui comprend cinq espèces acceptées. Ce sont des arbustes originaires d'Amérique.

## Liste d'espèces
Selon The Plant List (22 novembre 2018) :
- Prosopidastrum angusticarpum R.A. Palacios & Hoc
- Prosopidastrum dehiscens R.A. Palacios & Hoc
- Prosopidastrum globosum (Hook. & Arn.) Burkart
- Prosopidastrum gracile R.A. Palacios & Hoc
- Prosopidastrum mexicanum (Dressler) Burkart